# Denzil Haoseb
Denzil Haoseb (* 25. Februar 1991 in Gobabis) ist ein namibischer Fußballspieler.

## Karriere

### Verein
Haoseb begann seine Karriere 2009 bei den Eastern Chiefs in Namibia. Nach einer Saison wechselte er für sechs Jahre zu Black Africa. Sein größter Erfolg war der Gewinn der Namibia Premier League und damit die namibische Meisterschaft von 2010 bis 2014. Anschließend ging es für Haoseb 2016 nach Südafrika zu Jomo Cosmos, dann 2018 zu Highlands Park und seit 2020 spielt Haoseb beim Polokwane City FC in Pretoria. Ein jahr später wechselte er in sein Heimatland zu Orlando Pirates. Seit 2023 spielt Haoseb für Khomas Nampol.

### Nationalmannschaft
Mit 82 Einsätzen ist Haoseb Rekordnationalspieler seines Heimatlandes. Er nahm unter anderem am Afrika-Cup 2019 und Afrika-Cup 2024 teil.